# Cos委托
Cos委托，全称Cosplay委托，是中國大陸Cosplay亞文化的流行語，通常指由女性客户（Cosplay圈内通常称「单主」或「夫人」）付费委托同性扮演者（Cosplay圈内通常称「委托老师」）在线下扮演其喜爱的二次元角色，并在线下进行限定时长的模拟约会体验。角色通常来自乙女向游戏。该活动兴起于2022年前后，核心特征为女性coser扮演男性虚拟角色、将虚拟恋爱关系延伸至现实场景及明确定价与服务条款，旨在实现女性玩家“与赛博恋人线下相见”的情感需求，被视为青年女性群体重构亲密关系的新型文化形态。

## 委托内容
Cos委托内容涵盖全流程定制化服务：前期协商包括身高垫增、妆造细节等角色还原要求、避免OOC/出戏等行为规范以及昵称、肢体接触界限等情感脚本设计；约会执行阶段需严格遵循契约，受托方以前台表演策略模拟角色性格，陪同完成单主定制的行程（如餐厅约会、拍照、互赠手写信）；后期互动则涉及约会纪念视频、手势舞视频等社交媒体展演及情感界限管理（服务结束即终止关系，少数发展为现实友谊）。核心目标是通过沉浸式恋爱模拟提供情绪价值与经济化的情感代偿，同时依托照片、视频等数字痕迹强化虚拟角色的社会存在感。

## 背景与原因

### 文化溯源
Cos委托根源可追溯至日本“乙女向游戏”。该文化现象在中国大陆青年女性群体中兴起，核心表现为女性玩家雇佣同性角色扮演者，通过线下演绎游戏中的虚拟恋人角色。其文化基因融合了东亚二次元文化的角色扮演传统、同人创作中的“OOC”概念，以及日本管家咖啡厅的沉浸式服务模式。学术研究指出，这一实践反映了数字世代对“2.5次元”（介于二次元与三次元之间）亲密关系的探索需求，本质上是青年女性将虚拟情感投射至物理空间的展演。文化传播路径呈现从日本ACG文化向中国本土化衍生的特征，依托小红书、闲鱼等社交媒体形成圈层化运作体系。

### 情感经济
Cos委托根植于二次元亚文化与情感商品化的交叉领域。随着乙女游戏的全球性流行，玩家群体产生了将虚拟角色情感体验延伸至现实空间的需求，催生了专业化的角色扮演服务市场。在此模式中，委托方支付报酬，由扮演者通过外形模仿、性格演绎和情境互动，提供定制化的情感陪伴服务。该现象标志着情感经济的扩张——情感体验被系统性地转化为可交易的商品，映射出当代青年女性通过消费行为满足情感代偿、缓解现实压力的社会心理机制，并依托社交媒体形成规模化商业生态。

### 心理代偿
Cos委托的背景源于乙女游戏文化的兴起，该服务允许消费者雇佣角色扮演者进行线下互动，模拟与虚拟角色的现实体验，以满足情感需求。心理代偿则体现为一种补偿机制，消费者通过该服务获得情感寄托和心理疗愈，以缓解现实生活中的情感压力、不安或缺失，例如逃避现实关系恐惧或弥补个人遗憾。这种现象被视为虚拟情感商品化的表现，反映了年轻人对替代性情感联系的渴望，但需警惕其对心理健康的潜在依赖风险。

## 发展现状
“Cos委托”主要依托于微博、小红书等社交媒体平台和闲鱼等二手交易平台进行信息传播与交易达成，已形成包含“单主”、“委托老师”、“上皮”、“OOC”、“被创”、“挂条/瓜条”、“repo”等特定术语的社区文化。其核心表现为女性玩家付费委托同性扮演者在线下场景中扮演其喜爱的游戏角色，进行定制化的“恋爱约会”体验，呈现出情感消费与角色扮演紧密结合的特征。目前，该实践仍处于快速发展和规范自发形成的阶段，相关商业活动与社区互动活跃，但也伴随出现关于服务标准、费用争议及潜在风险的讨论。

## 风险隐患
高度依赖个人发挥的“情绪价值”和“沉浸体验”作为服务的核心却难以客观量化。诸如角色还原度、互动质量的委托内容多依赖口头约定或者非正式说明，缺乏具法律效力的服务合同。收费差异大，一旦出现角色形象不符（如“真人与照片差异大”）、服务者临时变更约定、或互动中“出戏”（如过度使用手机）等情况，易引发争议。部分涉及数千元人民币乃至跨国行程的高额交易纠纷因缺乏清晰服务凭证，导致维权困难。有报道显示，纠纷案例中甚至出现服务方公开委托人实名信息等不当行为。
交易常在社交平台初步达成后转入微信沟通、转账支付等私人平台，显著增加了风险。为追求沉浸感，支付备注常使用“零用钱”、“礼物”等模糊字眼，而并非“服务费”。这削弱了交易的消费属性认定基础，使其维权困难。相关平台虽提供信息交换功能，但普遍缺乏对服务过程的有效追踪、质量管控及实质性的争议解决机制。
服务存在未成年人（委托人或扮演者）参与的可能性，并且扮演的角色形象大多源自受版权保护的动漫、游戏IP。服务提供者及交易平台在未获授权的情况下进行商业化运营。
服务提供者群体普遍怀有对“二次元”文化的认同感，视服务为兴趣驱动的角色扮演。若引入过度标准化、商业化的平台运营机制，可能与其内在的文化认同产生冲突，影响参与意愿与服务特质。